# 말라얄리인
말라얄리인 또는 케랄라인은 오늘날 인도 케랄라주와 락샤드위프 제도에서 기원한 드라비다계 언어 집단이다. 그들은 케랄라주와 락샤드위프에서 인구의 대다수를 차지하고 있다. 그들은 주로 인도의 6개 고전 언어 중 하나인 말라얄람어를 모국어로 사용한다. 케랄라주는 1956년 국가재편법을 통해 만들어졌다. 그 이전에는 1800년대부터 트라방코르 왕국, 코친 왕국, 영국령 인도 마드라스주의 말라바르구, 사우스카나라구가 존재했다. 말라바르 지역은 제3차 마이소르 전쟁(1790–92)을 통해 영국으로 합병되었다. 그 이전에 말라바르 지역은 캘리컷의 자모린스, 타누르 왕국, 아라칼 왕국, 콜라투나두, 발루바나드, 팔라크카드 라자 등 다양한 왕국 아래 있었다.
2011년 인도 인구조사에 따르면 케랄라에는 약 3,300만 명의 말라얄리인이 살고 있으며, 이는 주 전체 인구의 97%를 차지한다. 말라얄리 소수민족은 타밀나두주의 칸야쿠마리구, 닐리기리구, 그리고 카르나타카주의 닥시나칸나다구와 코다구구 등에서도 발견된다. 20세기 후반에 걸쳐 아랍에미리트, 바레인, 사우디아라비아, 오만, 카타르, 쿠웨이트 등 페르시아만 국가들과 말레이시아, 싱가포르, 미국, 영국, 오스트레일리아, 뉴질랜드, 캐나다 등 주로 이민자 배경을 가진 다른 선진국들에서 말라얄리인 공동체가 생겨났다. 2013년 기준으로 전 세계적으로 약 160만 명의 말라얄리인 이민자가 거주하고 있다. 2020년 말레이시아의 말라얄리인 추정 인구는 약 348,000명으로, 타밀인 다음으로 말레이시아에서 두 번째로 큰 인도계 집단이다. 18세에서 30세 사이의 말레이시아 말라얄리인 인구의 대부분은 말레이시아 시민으로 살고 있는 3세대, 4세대 또는 5세대로 알려져 있다. A. R. 라자 바르마에 따르면 말라얄람은 원래 말라얄리인들이 살고 있는 지역의 이름이었다.